# Autovía Lugo-Santiago de Compostela
La autovía Lugo-Santiago de Compostela o A-54 es una autovía que se encuentra en fase de construcción y que una vez finalizada conectará Santiago de Compostela con la A-6 a la altura de Nadela, en Lugo. 
Esta autovía se concibió como una compensación por el hecho de que la A-8, la autovía del Cantábrico, finalizase en Baamonde, a 27 kilómetros de Lugo. Tras muchos años en fase de proyecto, la ejecución de esta infraestructura sufrió varios retrasos, incluyendo paralizaciones completas en algunos tramos. La A-54 es una vía que sirve para conectar el centro e interior de Galicia. Diversos recortes presupuestarios ralentizaron las obras en 2010. La proximidad de las elecciones generales del 20 de noviembre de 2011 pudo ser la razón por la que la obra se aceleró temporalmente en el verano de 2011. Poco después, las obras se detuvieron. Retomadas las obras en 2014, el 20 de octubre de 2015 se inauguró un tramo de 14,9 km entre Palas de Rey y la capital lucense. El tramo central, Palas de Rey-Arzúa se incluye como obra en los presupuestos de Fomento de 2015, con una dotación de 16 000 000 de euros.

## Tramos
| Denominación | Tramo                                                                                                | Kilómetros | Año servicio / Estado (2025)                    |
| ------------ | --- | ---------- | ----------------------------------------------- |
| A-54         | Nadela Sur A-6 - Vilamoure LU-12 Tramo: Nadela Sur A-6 - Vilamoure LU-12 Enlace de Vilamoure LU-12   | 6,6 -      | 2015                                            |
| A-54         | Vilamoure LU-12 - Monte de Meda                                                                      | 5,6        | 2015                                            |
| A-54         | Monte de Meda - Guntín Norte                                                                         | 10,8       | 2015                                            |
| A-54         | Guntín Norte - Palas de Rey Oeste                                                                    | 14,9       | 2015                                            |
| A-54         | Palas de Rey Oeste - Mellid Sur                                                                      | 11,7       | 2025                                            |
|              | Mellid Sur - Arzúa Oeste                                                                             | 16,4       | En obras (apertura retrasada a finales de 2025) |
| A-54         | Arzúa Oeste - Lavacolla                                                                              | 18,5       | 2019                                            |
| A-54         | Lavacolla - Santiago de Compostela SC-20 Tramo original Enlace Orbital SC-30 (conexión con la AP-9 ) | 10,3 -     | 1999 2024                                       |

## Salidas (tramo Nadela-Mellid)
| Número de Salida                         | Nombre de Salida                                                         | Carretera que enlaza                    |
| ---------------------------------------- | ------------------------------------------------------------------------ | --------------------------------------- |
|                                          | Nadela                                                                   | A-6                                     |
| 0                                        | La Coruña - Oviedo Lugo - Sarria - Monforte de Lemos Ponferrada - Madrid | A-6 E70 A-8 LU-11 CG-2.2 N-6 LU-546 A-6 |
| 7                                        | Lugo - Puertomarín                                                       | LU-12 LU-612                            |
| 12                                       | Lugo - Orense                                                            | N-540                                   |
| 14 (salida inexistente por anteproyecto) | Futura área de servicio de Guntín (anteproyecto)                         |                                         |
| 17                                       | Friol - Lousada - Guntín                                                 | LU-P-1611 N-540                         |
| 23                                       | Guntín Orense Lalín Monterroso                                           | N-540 N-640                             |
| 34                                       | Friol                                                                    | LU-232                                  |
| 36 (salida inexistente por anteproyecto) | Futura área de servicio de Palas de Rey (anteproyecto)                   |                                         |
| 38                                       | Palas de Rey                                                             | N-547                                   |
| 43                                       | Remonde Mellid - Palas de Rey                                            | N-547                                   |
|                                          |                                                                          |                                         |
| 50                                       | San Martiño - Mellid Golada                                              | AC-840 PO-840                           |
| (km 50)                                  | Tramo Mellid - Arzúa                                                     |                                         |

## Salidas en proyecto (tramo Mellid-Arzúa)
| Número de Salida | Nombre de Salida                          | Carretera que enlaza |
| ---------------- | ----------------------------------------- | -------------------- |
| 55-56            | San Martiño de Abajo - Ribadulla - Mellid | DP-4603              |
| 63               | Arzúa Villa de Cruces                     | AC-905 PO-905        |

## Salidas (tramo Arzúa-Santiago de Compostela)
| Número de Salida | Nombre de Salida | Carretera que enlaza             |
| ---------------- | --- | -------------------------------- |
| (km 66)          | Tramo Arzúa - Palas de Rei |                                  |
| 66               | Arzúa - Lugo Touro | N-547 AC-240                     |
| 72               | Salceda |                                  |
| 77               | Cerceda - Touro |                                  |
| 80               | O Pedrouzo - El Pino |                                  |
| 84               | Curtis - Oviedo O Pedrouzo | N-634 N-547                      |
| 86               | Lavacolla - Sigüeiro aeropuerto La Coruña | E-1 AP-9                         |
| 88               | A Sionlla |                                  |
| 91               | San Marcos Monte do Gozo La Coruña - Pontevedra Polígono A Sionilla Polígono Costa Vella                                                     | SC-30 E-1 AP-9                   |
| (km 93)          | Santiago de Compostela La Coruña - Pontevedra Orense Meixonfrío - Santiago de Compostela (norte) La Coruña recinto ferial Tambre Costa Vella | SC-20 E-1 AP-9 AP-53 N-525 SC-20 |
|                  | Santiago de Compostela | N-634                            |